# براد بويز
براد بويز هو لاعب هوكي جليد كندي، ولد في 17 أبريل 1982 في ميسيساغا في كندا.

## وصلات خارجية
- براد بويز على موقع دوري الهوكي الوطني (الإنجليزية)
- براد بويز على موقع إي إس بي إن.كوم (أن.إتش.أل) (الإنجليزية)
- براد بويز على موقع قاعة مشاهير الهوكي (لاعب أن.إتش.أل) (الإنجليزية)
- براد بويز على موقع EliteProspects.com (الإنجليزية)
- براد بويز على موقع Eurohockey.com (الإنجليزية)
- براد بويز على موقع HockeyDB.com (الإنجليزية)
- براد بويز على موقع Hockey-Reference.com (الإنجليزية)